# Gazoldo degli Ippoliti
Gazoldo degli Ippoliti (Gasòlt in dialetto alto mantovano) è un comune italiano di 3 040 abitanti della provincia di Mantova in Lombardia. L'originaria denominazione di Gazzoldo si trasformò nell'attuale nel 1879.

## Geografia fisica
Gazoldo si trova nella pianura padana tra i fiumi Oglio e Mincio; dista 20 km da Mantova, suo capoluogo di provincia. I Comuni limitrofi sono: Castellucchio a sud-est, Ceresara a nord, Marcaria a sud, Piubega a ovest, Redondesco a sud-ovest e Rodigo a nord est. Il comune ha un'altitudine media di 34 m s.l.m. e una superficie di 12,9 km² comprendente la frazione di San Fermo (conosciuta per la particolare suddivisione sotto 3 comuni diversi).
Le vie d'accesso per Gazoldo sono solamente 2: l'accesso da Piubega a ovest tramite la strada Provinciale 1, e da nord e sud tramite la famosa tratta Romana, via Postumia. Nota di rilievo anche al Museo d'Arte Moderna di Gazoldo con sede in una delle signorili residenze del XVI secolo dei feudatari del luogo, Villa Ippoliti (al civico 126 di via Marconi) fondato nel 1980.

## Storia

### Origini e toponimo
La vicinanza di Gazoldo ad una importante strada romana, la Via Postumia, fa supporre l'esistenza, se non proprio di un centro abitato – vicus -, almeno di una statio – luogo di sosta e di cambio per i viaggiatori - in epoca romana, anche se si resta nel campo delle congetture per la quasi mancanza di prove concrete.
Si sa per certo che Gazoldo e il suo territorio rientrarono nella centuriazione di Mantova del I secolo a.C.
Il lamento di Virgilio Mantua vae miserae nimium vicina Cremonae ricorda infatti la sorte toccata a Mantova, che vide parte delle sue terre migliori ripartite tra i veterani di Augusto a causa della vicinanza di Cremona, i cui territori, confiscati per il contegno tenuto durante la guerra di Modena, non erano sufficienti a compensare le aspettative dei numerosi assegnatari
Anche le testimonianze archeologiche sono scarse, perché, presso Gazoldo, sono state ritrovate monete romane e soltanto resti e tracce di abitato, concretatisi in una muratura romana.
Più probabile, perché attestata almeno etimologicamente, l'origine germanica di Gazoldo.
L'etimo, come molti altri toponimi dell'area lombarda, può infatti derivare dal termine longobardo gahagium nel significato di “foresta cintata, chiusa”; si può ipotizzare che il termine abbia subito la trasformazione in gahaio, gagium, e far notare la corruzione del termine germanico nel latino godium o gazium.
I gazzi sarebbero perciò proprietà chiuse, terreni cintati secondo il sistema fondiario longobardo; l'equivalente germanico delle curtes romane, comprendenti non soltanto boschi, ma un complesso di terre e acque formanti quella unità economico-giuridica conosciuta nel basso impero romano con il nome di corte o villa.
La terminazione –olt non sarebbe che la corruzione dell'aggettivo latino altum in oltum, per cui Gazoldo etimologicamente significherebbe “alto bosco bandito”, un attivo centro economico di produzione autosufficiente.
Secondo Navarrini, l'ipotesi dell'origine germanica di Gazoldo induce a presumere una permanenza nel territorio di un substrato etnico longobardo che mantenne le proprie usanze e tradizioni, il che spiegherebbe il rapporto terra-signore intorno al X-XI secolo.

### Il Medioevo

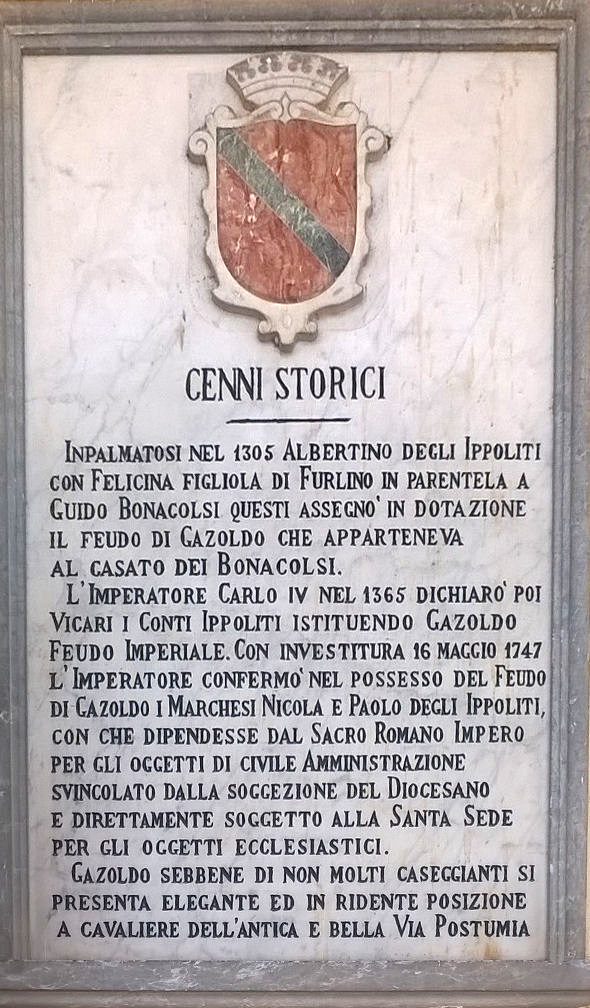
Gazoldo degli Ippoliti, lapide alla famiglia Ippoliti.

L'inizio di una autonomia giurisdizionale del territorio si può presumibilmente collocare cronologicamente intorno alla metà del secolo X, quando l'indebolimento del potere centrale dovuto alla rivalità esistente tra i pretendenti al Regnum Italiae, essendo venuta meno la discendenza diretta dai Carolingi, il progressivo esautoramento del conte nelle circoscrizioni comitali, conseguenza delle alienazioni delle dotazioni demaniali a favore di vescovi e città, e l'invasione degli Ungari, che provocarono l'incastellamento di molti centri abitati del contado, sono motivo di decadenza delle antiche forme della organizzazione pubblica e di mutamento verso nuove unità territoriali.
In questo periodo si sviluppano nuovi organismi, curtes e castra, in conseguenza della graduale scomparsa delle circoscrizioni dotate di funzioni pubbliche, fenomeno che innescherà una profonda trasformazione e darà l'avvio alla dispersione dei poteri e al frazionamento della sovranità, portando alla formazione di quei nuovi organismi che richiameranno a sé l'esercizio dei poteri giurisdizionali.
Gazoldo, nel documento più antico in cui è per la prima volta menzionato, è detto appartenere al territorio mantovano; lo si può leggere nel Liber Potheris del comune di Brescia, in cui relativamente all'anno 1215 per ben due volte vengono descritti fondi giacenti ad Gazoltum in Mantuana.
Il Liber Potheris di Brescia rappresenta una testimonianza preziosa dell'azione politico-militare dei comuni cittadini contro i potentati rurali, tesa alla progressiva eliminazione di ogni residuo centro di potere e alla piena affermazione dell'egemonia comunale sul territorio.
Nel Liber Potheris sono registrati i patti e le transazioni tramite i quali i signori rurali via via venivano conglobati nella società cittadina, così come con un'analoga azione succedeva nel territorio mantovano, dove tuttavia il fenomeno ebbe forme meno appariscenti.
A questo processo, che si completa nell'arco del XIII secolo, sembra non sfuggire il territorio gazoldese, anche se di esso non si trovano precise menzioni nelle transazioni tra il comune di Brescia ed i conti Ugonidi, ai quali Gazoldo, almeno in parte, apparteneva.
L'appartenenza di questo luogo alla sfera giuridica di quei conti, in particolare quelli del ramo di Mosio, è storicamente provata: in due documenti appare chiara la correlazione tra il conte Rogerio di Mosio, vissuto intorno alla metà del XIII, e la villa di Gazoldo.
Rapporto giuridicamente non precisabile, ma inquadrabile nei poteri di signoria esercitati pro indiviso nel territorio del cosiddetto “Comitato”, a cui anche Gazoldo, seppure parzialmente, sembrerebbe accedere.
L'appartenenza di Gazoldo al Mantovano, almeno in età comunale, è confermata dagli statuti del comune di Mantova del XIII secolo, noti come Statuti Bonacolsiani, dove, nel determinare le distanze dei borghi soggetti alla giurisdizione cittadina, Gazoldo è posto nell'orbita mantovana, distante dieci miglia dal quartiere maggiore di Santo Stefano a cui faceva capo amministrativamente.
Altra singolarità della villa di Gazoldo è che in tutti gli atti riferentisi al territorio se ne danno per acquisiti i confini; negli stessi diplomi imperiali la sola specificazione territoriale risulta essere quella della sua posizione tra i distretti di Brescia e di Mantova e della pertinenza di una parte indivisa della selva di Redondesco.
Un dato, comunque, è sicuro, stando almeno all'indagine di Navarrini: nel secolo XIII si presupponeva già configurata una identità geografica della villa, a cui non poteva essere disgiunta anche un'identità giuridica.
Riassumendo, le prime notizie storiche relative a Gazoldo risalgono dunque agli inizi del XIII secolo, in un atto di verifica dei possedimenti feudali del comune di Brescia nelle limitrofe curiae comitali di Mariana Mantovana e Redondesco. L'appartenenza di Gazoldo al distretto mantovano sembra confermata dagli Statuti Bonacolsiani. Una terra mantovana dunque, ma inserita nella sfera giuridica dei conti Ugonidi.
Gazoldo era, tuttavia, un ente territoriale definito, anche nell'ambito dei possedimenti del conte Rogerio di Mosio, una corte ricomprensiva oltre che dell'autonomia economica, anche dell'autonomia amministrativa.
Il trasferimento del possesso di Gazoldo dalla famiglia dei conti di Mosio a quella dei Bonacolsi e da questa agli Ippoliti avviene per via femminile, a seguito del matrimonio nel 1305 di Felicina dei Bonacolsi con Albertino Ippoliti.

Il 20 dicembre 1354 l'imperatore Carlo IV di Boemia concedeva ad Albertino Ippoliti l'investitura feudale della villa e delle sue pertinenze, riconoscendogli il titolo comitale. La diretta dipendenza dall'Impero poneva Gazoldo al sicuro da possibili mire dei Gonzaga.

### Simboli
Lo stemma e il gonfalone attuali sono stati concessi con decreto del presidente della Repubblica del 4 ottobre 2001.
Lo stemma riprende un'antica impresa dei conti Ippoliti di Gazoldo, una fenice rinascente dal rogo, e sostituisce quello riconosciuto con D.C.G dell'8 marzo 1936.
Il gonfalone è un drappo di rosso.

## Monumenti e luoghi d'interesse
- Palazzo Ippoliti
- Chiesa della Beata Vergine Maria e Sant'Ippolito: L'ultima sua edificazione risale alla fine del XVIII sec. Contiene al suo interno un dipinto, La predica del Battista di Giuseppe Bazzani e cinque monocromi di Giovanni Cadioli. La parrocchia di Gazoldo fino alla soppressione napoleonica del feudo imperiale omonimo, dipendeva direttamente dalla Santa Sede senza appartenere ad alcuna diocesi, nullius dioecesis.

## Società

### Evoluzione demografica
Abitanti censiti

## Cultura

### Istruzione

#### Musei e gallerie
- Museo d'Arte Moderna e Contemporanea dell'Alto Mantovano - Villa Ippoliti, Via Marconi, 126
- Museo delle cere
- Casa Marcegaglia[21]

## Economia
Di indiscussa importanza per l'economia di Gazoldo è la presenza della Marcegaglia s.p.a., azienda leader nel settore della lavorazione siderurgica e della laminazione degli acciai con un mercato che si sviluppa in tutto il mondo e insediamenti produttivi presenti in Argentina e nell'Europa dell'Est.

## Infrastrutture e trasporti
Gazoldo è attraversata dal percorso delle strade provinciali SP1 (Mantova Asola ) e SP17( l'antica Via Postumia ).
Il servizio di collegamento con Mantova è costituito da autocorse svolte dall'APAM; in passato, fra il 1886 e il 1933, era attiva una stazione lungo la tranvia Mantova-Asola.

## Amministrazione

### Gemellaggi
- Pinzolo[senza fonte]